# Liga de Polonia de balonmano
La Liga polaca de balonmano (en polaco: Polish Ekstraklasa) también llamada PGNiG Superliga, por motivos de publicidad, es la máxima liga a nivel de balonmano de Polonia. Fue fundada en 1955 y desde entonces se ha competido anualmente. Su último campeón es el KS Vive Targi Kielce.

## Equipos 2019-20
| Team                               | Ciudad      | Estadio                    | Capacidad |
| ---------------------------------- | ----------- | -------------------------- | --------- |
| MKS Kalisz                         | Kalisz      | Arena Kalisz               | 3,164     |
| Gwardia Opole                      | Opole       | Stegu Arena                | 4,000     |
| KS Azoty-Puławy                    | Puławy      | Globus Hall                | 4,119     |
| MMTS Kwidzyn                       | Kwidzyn     | KWS KCSiR                  | 1,504     |
| NMC Górnik Zabrze                  | Zabrze      | HWS Pogoń                  | 1,000     |
| Orlen Wisła Płock                  | Płock       | Orlen Arena                | 5,492     |
| PGE Vive Kielce                    | Kielce      | Hala Legionów              | 4,200     |
| Piotrkowianin Piotrków Trybunalski | Piotrków T. | Hala Relax                 | 1,000     |
| Pogoń Szczecin                     | Szczecin    | Arena Szczecin             | 5,403     |
| SPR Chrobry Głogów                 | Głogów      | HWS im. Ryszarda Matuszaka | 2,500     |
| SPR Stal Mielec                    | Mielec      | Hala SW MOSiR              | 2,200     |
| SPR Tarnów                         | Tarnów      | Hala Unii                  | 4,300     |
| Wybrzeże Gdańsk                    | Gdańsk      | HWS Gdańsk                 | 1,700     |
| Zagłębie Lubin                     | Lubin       | Hala RCS                   | 3,714     |

## Palmarés
| - 1955 - Sparta Katowice - 1956 - Sparta Katowice - 1957 - Sparta Katowice - 1958 - Śląsk Wrocław - 1959 - Sparta Katowice - 1960 - Sparta Katowice - 1961 - Śląsk Wrocław - 1962 - Śląsk Wrocław - 1963 - Śląsk Wrocław - 1964 - AZS Katowice - 1965 - Śląsk Wrocław - 1966 - Wybrzeże Gdańsk - 1967 - Śląsk Wrocław - 1968 - Spójnia Gdańsk - 1969 - Spójnia Gdańsk - 1970 - Spójnia Gdańsk - 1971 - Grunwald Poznań - 1972 - Śląsk Wrocław - 1973 - Śląsk Wrocław - 1974 - Śląsk Wrocław - 1975 - Śląsk Wrocław | - 1976 - Śląsk Wrocław - 1977 - Śląsk Wrocław - 1978 - Śląsk Wrocław - 1979 - Hutnik Kraków - 1980 - Hutnik Kraków - 1981 - Hutnik Kraków - 1982 - Śląsk Wrocław - 1983 - Anilana Łódź - 1984 - Wybrzeże Gdańsk - 1985 - Wybrzeże Gdańsk - 1986 - Wybrzeże Gdańsk - 1987 - Wybrzeże Gdańsk - 1988 - Wybrzeże Gdańsk - 1989 - Pogoń Zabrze - 1990 - Pogoń Zabrze - 1991 - Wybrzeże Gdańsk - 1992 - Wybrzeże Gdańsk - 1993 - Iskra Kielce - 1994 - Iskra Kielce - 1995 - Petrochemia Płock - 1996 - Iskra Kielce | - 1997 - Śląsk Wrocław - 1998 - Iskra Kielce - 1999 - Iskra Kielce - 2000 - Wybrzeże Gdańsk - 2001 - Wybrzeże Gdańsk - 2002 - Orlen Wisła Płock - 2003 - Vive Kielce - 2004 - Orlen Wisła Płock - 2005 - Orlen Wisła Płock - 2006 - Orlen Wisła Płock - 2007 - Zagłębie Lubin - 2008 - Orlen Wisła Płock - 2009 - Vive Kielce - 2010 - Vive Targi Kielce - 2011 - Orlen Wisła Płock - 2012 - Vive Targi Kielce - 2013 - Vive Targi Kielce - 2014 - Vive Targi Kielce - 2015 - Vive Targi Kielce - 2016 - Vive Targi Kielce - 2017 - Vive Targi Kielce | - 2018 - Vive Targi Kielce - 2019 - Vive Targi Kielce - 2020 - Vive Targi Kielce - 2021 - Vive Targi Kielce - 2022 - Vive Targi Kielce - 2023 - Industria Kielce - 2024 - Orlen Wisła Płock |